# In principio
In principio és una obra per a cor mixt i orquestra del compositor estonià Arvo Pärt composta el 2003. Fou una comissió al compositor de la diòcesi de Graz-Seckau d'Àustria i està dedicada al director d'orquestra Tõnu Kaljuste. Es va estrenar el 22 de maig de 2003 a la Capella Istripral de Graz-Seckau pel cor de Pro musica Graz dirigit per Michael Fendre.

## Estructura
In principio és una obra amb una durada aproximada de 20 minuts en cinc moviments:
1. In principio erat Verbum ~ 3 min
2. Fui homo missus a Deo ~ 1 min 45 s
3. Erat lux vera ~ 7 min 15 s
4. Quotquot autem acceperunt sum ~ 3 min 40 s
5. Et Verbum caro factum est ~ 4 min

El text utilitza un extracte de l'Evangeli segons Joan 1: 1-14. Aquesta obra, com en tota la música de Pärt, es regeix per un estricte disseny formal, amb la claredat de l'estructura musical corresponent a la del text llatí.